# Messier 26
Messier 26 (również M26 lub NGC 6694) – luźna gromada otwarta, z asteryzmem w kształcie rombu zbudowanym z czterech jaśniejszych gwiazd blisko centrum, w gwiazdozbiorze Tarczy. Odkrył ją Charles Messier 20 czerwca 1764 roku.
Wiek M26 szacuje się na 89 milionów lat. Znajduje się w odległości 5000 lat świetlnych (1534 pc). Niewidoczna nieuzbrojonym okiem, można ją zobaczyć przez mały teleskop, jej jasność to 8 magnitudo. Ma ona rzeczywistą średnicę 22 lat świetlnych; jej widoma średnica to 15 minut kątowych.
M26 zawiera około 100 gwiazd. Najjaśniejsza z nich, typu widmowego B8, ma jasność wizualną 11,9 magnitudo. Wewnątrz M26, blisko środka, znajduje się ciemny obszar o średnicy 3,1 minut. Ten rejon jest prawdopodobnie zasłaniany przez chmurę materii międzygwiezdnej.